# Lijst van Zweedse ambassadeurs in het Verenigd Koninkrijk

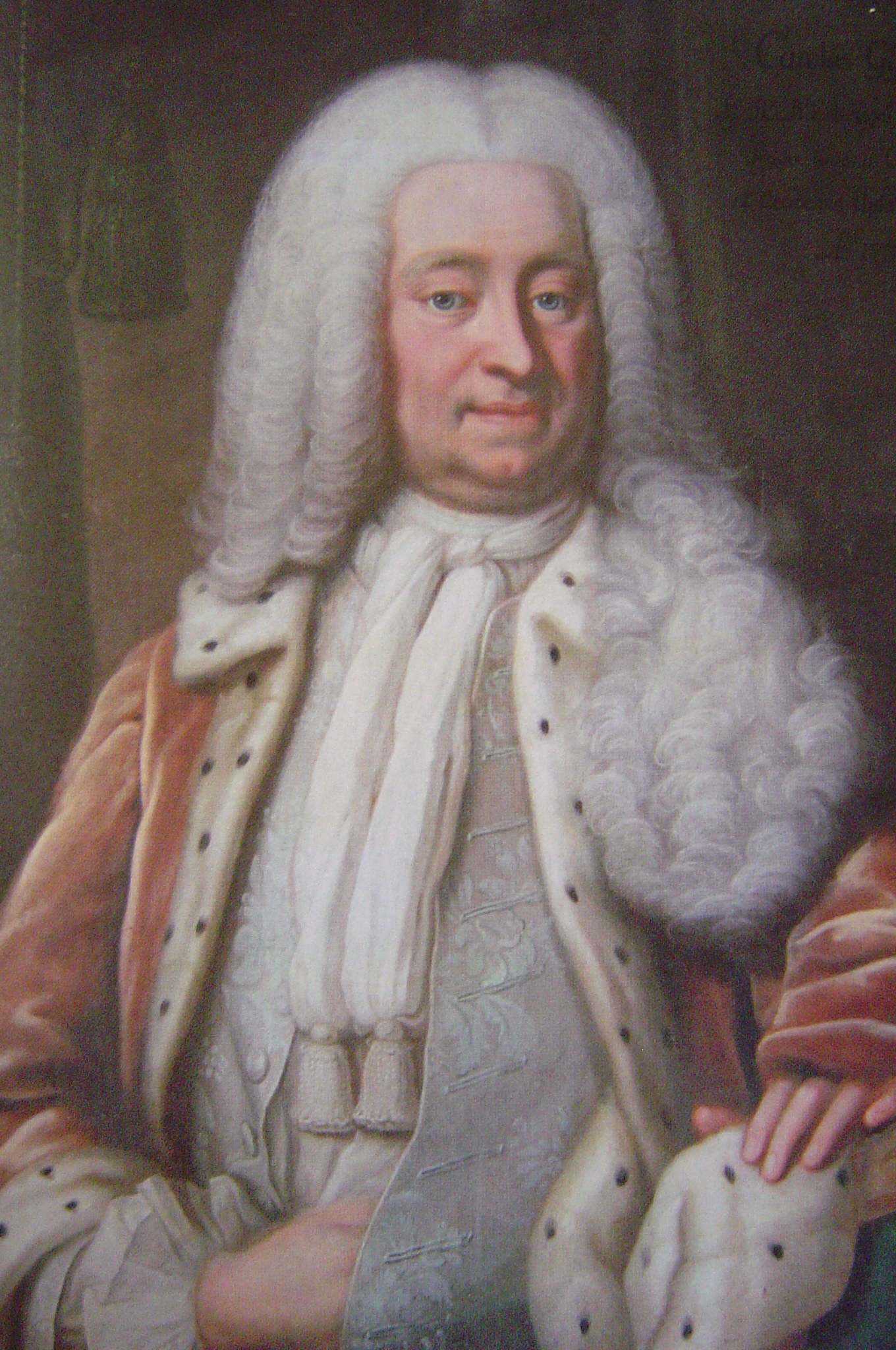
Carl Gyllenborg

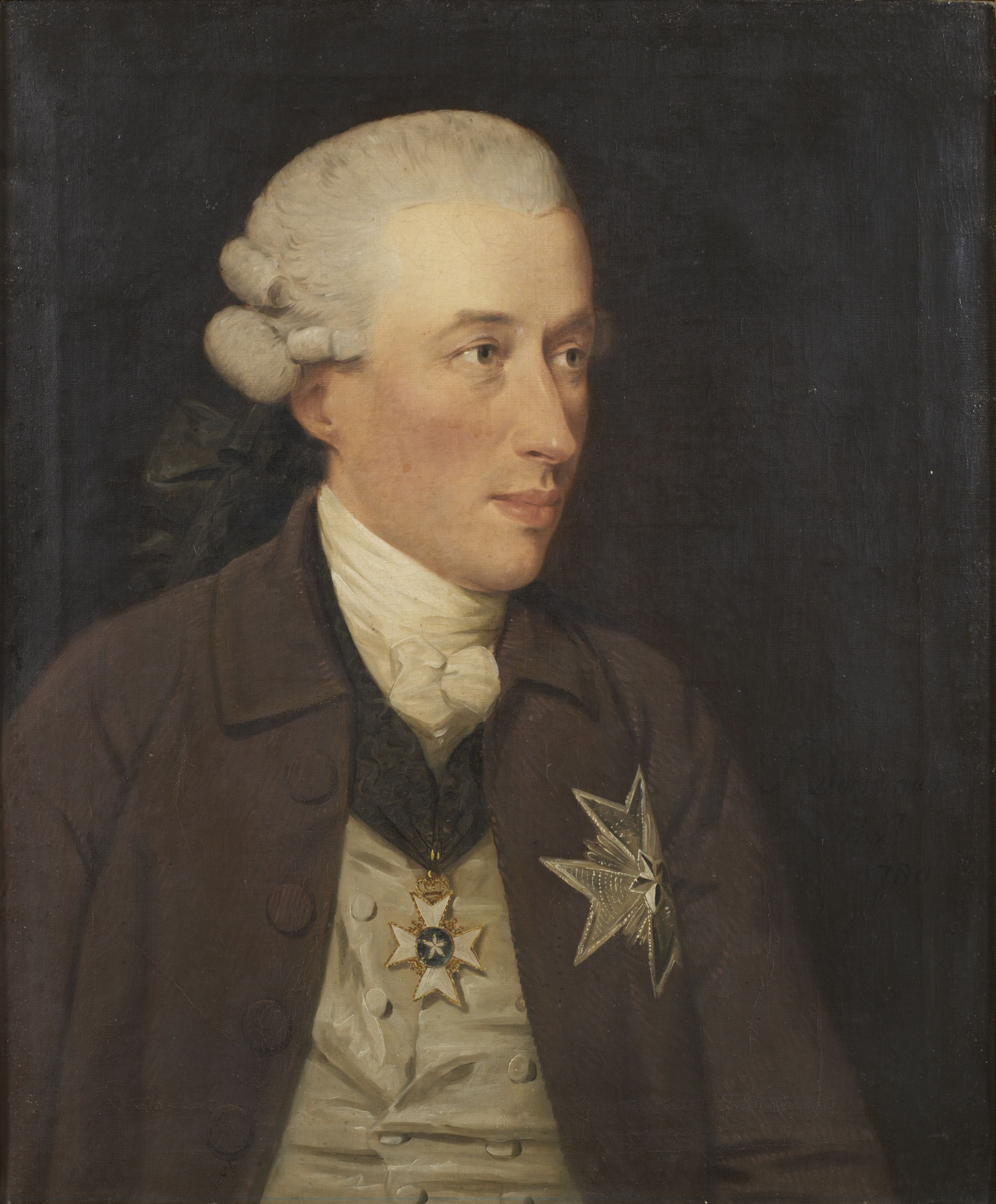
Gustav Adam von Nolcken

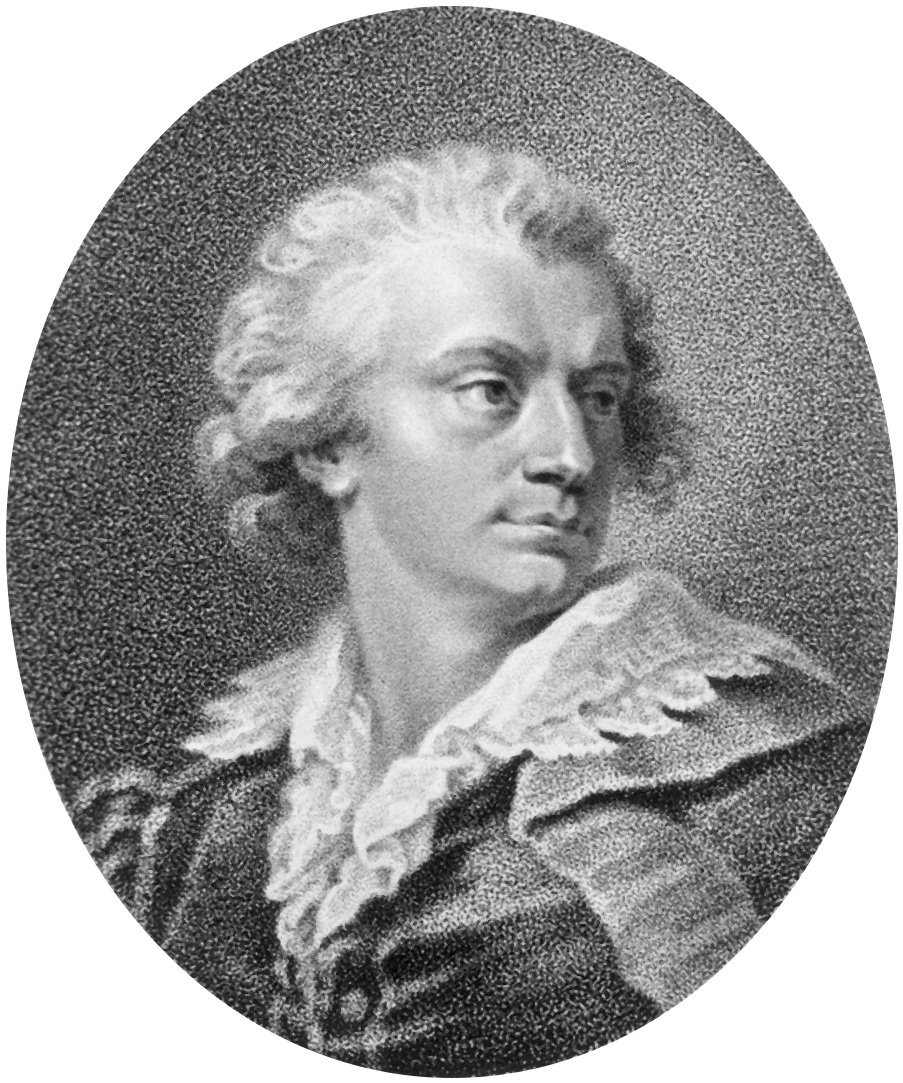
Lars von Engeström

Dit is een lijst van Zweedse ambassadeurs in het Verenigd Koninkrijk. 
- 1558–1561 Dionysius Beurraeus
- 1629–1632 Jakob Spens
- 1656–1657 Krister Bonde
- 1703–1710 Christoffer Leijoncrona
- 1710–1717 Carl Gyllenborg
- 1764–1793 Gustaf Adam von Nolcken
- 1793–1795 Lars von Engeström
- 1818–1820 Martin von Wahrendorff
- 1818–1828 Gustaf Algernon Stierneld
- 1920–1937 Erik Palmstierna
- 1938–1947 Björn Prytz
- 1947–1948 Erik Boheman
- 1948–1967 Gunnar Hägglöf
- 1967–1972 Leif Belfrage
- 1977–1979 Olof Rydbeck
- 1979–1982 Per Lind
- 1982–1991 Leif Leifland
- 1991–1994 Lennart Eckerberg
- 1995–1996 Lars-Åke Nilsson
- 1997–2004 Mat Bergqvist
- 2004-? Staffan Carlsson